# کورف کاسل (ویلج)
کورف کاسل (به انگلیسی: Corfe Castle) یک روستا و محله مدنی در بریتانیا است که در Purbeck واقع شده‌است. کورف کاسل ۱٬۳۵۵ نفر جمعیت دارد.